# Hernando (Córdova)
Hernando é um município da província de Córdova, na Argentina.